# Dionizy Głuszycki
Dionizy Głuszycki, imię świeckie: Dymitr (ur. 1362 w okolicach Wołogdy, zm. w 1437) – święty mnich prawosławny.
Informacje nt. jego biografii są skąpe. W młodym wieku miał opuścić dom rodzinny i zostać mnichem w Monasterze Spasokamiennym, przyjmując imię Dionizy. Spędził w nim dziewięć lat. Następnie w poszukiwaniu jeszcze surowszego życia ascety opuścił klasztor razem z mnichem Pachomiuszem i udał się na północ. Początkowo prowadził życie pustelnicze, z czasem jednak, widząc, iż dołączali do niego uczniowie duchowi pragnący go naśladować, zdecydował się na założenie nowego monasteru. Łącznie powołał do życia trzy nowe wspólnoty mnisze.
Część swojego życia mniszego spędził w monasterze Cyrylo-Biełozierskim, gdzie namalował obraz jego przełożonego ihumena Cyryla, późniejszego św. Cyryla Biełozierskiego. Wizerunek ten był po śmierci Cyryla czczony jako jego ikona.
W życiu zakonnika znaczną rolę odgrywała praca fizyczna - pracował jako kowal, zajmował się również rzeźbą w drewnie i pisaniem ikon. Według hagiografii równocześnie do maksimum ograniczał spożywane posiłki, jedząc dopiero wtedy, gdy brak sił wywołany głodem uniemożliwiał mu dalszą pracę. Większość czasu poświęcał przy tym na modlitwę. Siedem lat przed śmiercią miał wykopać dla siebie grób, przed którym przychodził codziennie, by przypominać sobie o śmierci. Zmarł w 1437. 
Na ikonach przedstawiany jest zwykle ze zwojem pisma, na tle jednego z założonych przez siebie klasztorów. Wśród jego uczniów był inny późniejszy święty mnich Amfilochiusz Głuszycki.